# Constanci III
Constanci III (llatí: Flavius Constantius) fou emperador romà d'Occident des del 8 de febrer del 421 fins a la seva mort el 2 de setembre del mateix any. Ascendí al tron gràcies a les seves gestes com a general sota Honori, que ja l'havien portat al càrrec de mestre dels soldats el 411. Aquell mateix any, fou enviat a sufocar la revolta de Constantí, un general que s'havia proclamat emperador. Conduí el seu exèrcit a Arle (Gàl·lia), la capital de l'usurpador, i derrotà Geronci, un altre general que s'havia alçat contra Constantí, abans de posar setge a la ciutat. Després de vèncer una força d'auxili comandada per Edobic, obtingué la rendició de Constantí prometent-li clemència, però el traí i li feu tallar el cap tan aviat com es rendí. Seguidament, dirigí una sèrie de campanyes contra diversos grups de bàrbars a Hispània i Gàl·lia que culminaren en la recuperació de la major part d'aquests territoris. Fou proclamat emperador romà d'Occident el 8 de febrer del 421 i governà durant set mesos abans de morir el 2 de setembre del mateix any.
Casat amb Gal·la Placídia, germana d'Honori, fou el pare de l'emperador Valentinià III.

## Orígens
Era nascut a Naïssus (Il·líria) a la part final del segle iv. Famós per les seves gestes militars, va arribar al rang de mestre dels soldats i fou cridat a la cort de l'emperador Honori.

## Lluita contra Geronci i Constantí
A la Gàl·lia un general anomenat Constantí s'havia revoltat contra l'emperador (407), amb el suport del comes Geronci. Dos anys després Geronci va trencar relacions amb Constantí i va donar suport al general Màxim Tirà, que s'havia proclamat independent a Hispània. El 411 l'emperador Honori va confiar a Constanci la missió d'acabar amb aquests usurpadors.
Geronci assetjava Constantí a Arle, però Constanci el va obligar a abandonar el setge i fugir cap als Pirineus on va morir.
Constanci va continuar el setge, però Constantí va aconseguir enviar el seu general Edobic (o Edovinc) a Germània per demanar ajut a alamans i francs; Edobic va retornar amb un exèrcit de bàrbars, però en lloc de sorprendre a Constanci foren sorpresos i el seu camp atacat sobtadament obligant-los a fugir cap al Roine a la vora del qual els va derrotar completament; un traïdor va matar Edobic i va portar el cap a Constanci esperant una recompensa, però Constanci va refusar el cap i va ordenar retornar al traïdor al seu camp. Després va tornar a Arle on les tropes de Constantí el van abandonar per unir-se a un altre rebel anomenat Joví. Constantí es va veure obligar a rendir-se i es va fer sacerdot per obtenir el perdó, però Constantí el va capturar i el va matar. Màxim, al qui potser Honori va perdonar la vida, es va refugiar amb els aliats bàrbars (probablement amb els alans).
Honori li va donar el consolat (414) i el va nomenar comes patricius. Mentrestant, el comes d'Àfrica, Heraclià, rival de Constanci, es va revoltar, potser en un intent de soscavar la influència de Constanci sobre d'Honori, però el seu atac a Itàlia va fallar, acabant mort en batalla per un general de Constanci. Constanci va utilitzar els béns confiscats a Heraclià per cobrir el cost del seu primer consolat. Després de derrotar tots els usurpadors, Constanci tenia ara a la seva disposició totes les forces de l'imperi per fer front als bàrbars que s'havien establert a la Gàl·lia i a Hispània; però abans de fer campanya contra els visigots, Constanci va voler assegurar la lleialtat de les tropes que havien donat suport prèviament els usurpadors, donant-los un augment de sou.

## Lluita contra Ataülf i Prisc Àtal
Ataülf, rei dels visigots, cercava arribar al màxim poder dins l'imperi i per aconseguir-lo va proposar a Honori fer fora l'usurpador Joví a canvi de casar-se amb la seva germana Gal·la Placídia, a la qui havia fet captiva durant el saqueig de Roma del 410. El matrimoni es va realitzar i Joví fou derrotat. La parella va tenir un fill i van demanar que fos reconegut com a successor de Teodosi, l'emperador d'Orient, que no tenia fills, però ni Teodosi ni el seu oncle Honori ho van acceptar.
L'any 414 Constanci va marxar contra el visigot Ataülf, que donava suport al pretendent Prisc Àtal proclamat a Bordeus i que s'estava apoderant d'Hispània. Àtal fou capturat per Constanci i enviat a Ravenna. Honori, recordant un comentari sobre ell que havia fet Àtal dient que era tan mal governant que millor faria de retirar-se a una illa deserta, va fer-li tallar el dit polze de la mà dreta i el va desterrar a l'illa de Lipara. Derrotat Ataülf, i el seu successor Sigeric, Constanci va pactar un tractat de pau amb Vàlia el nou rei visigot: a canvi de 600.000 mesures de gra i del territori de la regió d'Aquitània, des dels Pireneus fins a la Garona, els visigots, en qualitat d'aliats oficialment i com a estat vassall de l'imperi (foederati), es comprometien a lluitar en nom dels romans i contra els vàndals, els alans i els sueus, que el 406 havien travessat el Rin i s'havien adreçat cap a les províncies d'Hispània. L'acord incloïa el retorn de Gal·la Placídia.

## Matrimoni
El 417 el rei visigot Vàlia va lliurar Gal·la Placídia, la germana d'Honori, que després d'haver estat presonera d'Ataülf (410-417), fou donada en matrimoni a Constanci, el qual va acceptar una mica a contracor..

## Nomenament d'august
El 8 de febrer del 421 Honori va donar a Constanci el títol d'august i l'autoritat de coemperador d'Occident. Teodosi, emperador d'Orient, va refusar de reconèixer-lo i Constanci va decidir fer la guerra, però abans d'acabar els preparatius va morir a Ravenna l'11 de setembre del 421 després d'un regnat de set mesos.
Va tenir dos fills amb Placídia: Flavi Plàcidi Valentinià, que després fou l'emperador Valentinià III, i Justa Grata Honòria, que fou més tard promesa d'Àtila.
Quan el 423, Gal·la Placídia va fugir cap a Constantinoble per les intrigues a la cort de Ravenna, l'emperador Teodosi va nomenar el fill de Constanci com a successor del tron d'Occident i també va reconèixer pòstumament a Constanci com a emperador.